# Beretta M12
Pour les articles homonymes, voir M12.
Le Beretta Modèle 12 est un pistolet mitrailleur conçu par l'ingénieur italien Domenico Salza pour la firme  Beretta en 1959. Il a équipé l'Armée italienne à partir de 1961 pour remplacer les Beretta 38/42. Son successeur désigné est le Beretta Mx4.

## Description
Le M12 comporte une carcasse cylindrique renfermant le canon et la culasse recouvrante mobile à masse percutante. Le levier d'armement est à gauche. Ce pistolet-mitrailleur est l'un des rares modèles à être muni de deux poignées-pistolets (comme la Thompson) encadrant le chargeur (inséré verticalement). 
Les M12 possèdent soit une crosse en bois (qui disparaîtra rapidement) soit une crosse métallique repliable sur le côté droit. Le guidon est réglable en dérive et en élévation. La hausse est basculante (100/200 m).

## Fiche technique Beretta M12/M12S/M12S2 (ou SD)
- Munition : 9 mm Parabellum
- Canon : 20 cm
- Longueur totale crosse repliée/dépliée : 42 cm/66 cm
- Masse à vide :3 kg/3,2 kg/3,48 kg (version munie de la crosse fixe en bois).
- Masse chargée : 3,9 kg
- Chargeur : 32 coups
- Cadence de tir : 500-550 c/min

## Production
La 1re version fut produite en Italie avec une crosse en bois ou repliable jusqu'en 1977. En 1978, Beretta le modifie en l'équipant d'une unique commande sélecteur/sécurité (séparés sur l'original) et le commercialise sous le nom de Beretta M12S (vendue également par la FN Herstal qui y fait apposer ses marquages). En 1988, il est retouché une seconde fois à la demande de la Police nationale qui l'adopte comme le Beretta 12SD. Cette ultime variante n'existe qu'avec la crosse repliable.

## Utilisateurs

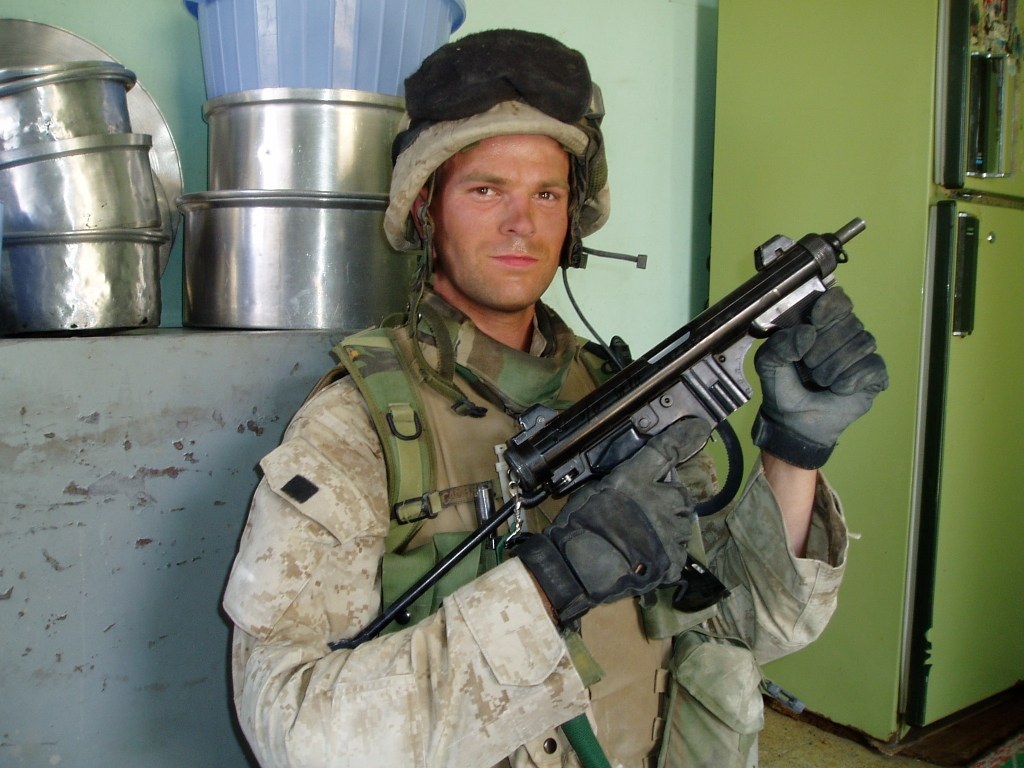
Beretta M12S tenu par un soldat américain en Irak (2005).

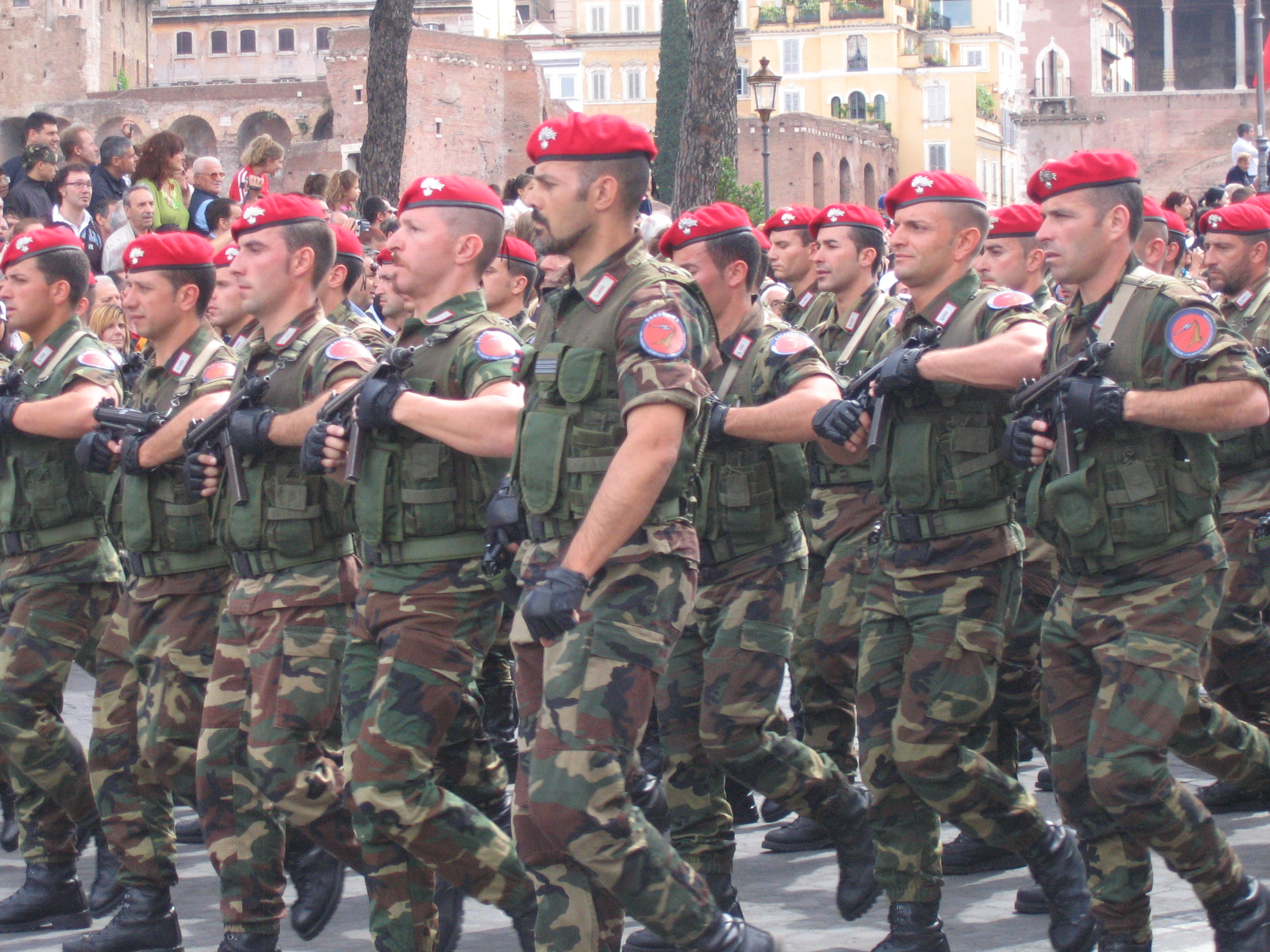
Officiers Carabinieri de la Squadrone Eliportato Carabinieri (Escadron de carabiniers héliportés) armés de M12 (2007).

### Fabrication sous licence
- Brésil : Taurus MT12 muni d'un canon légèrement plus long par Forjas Taurus SA. La firme de Porto Alegre le modernise sous la forme du MT12AD.
- France : Assemblage du M12SD par la MAS.
- Indonésie : PT Pindad.
- Soudan : Copie produite par la Military Industry Corporation.

### Dans le monde
En comptant ses pays producteurs, le Beretta M12 a été vendu aux policiers et militaires des nations suivantes :
- Algérie : utilisé par la Police algérienne pendant près de vingt ans, avant de commencer à être remplacé à partir de 2004 par le MP5 de H&K, plus fiable mais aussi moins coûteux.
- Bahreïn
- Brésil : en service dans l'armée brésilienne sous le nom de M/972.
- Costa Rica
- Chili
- Égypte
- France : Police nationale. Remplacé à partir de 2016 dans la Police française, qui utilisait l'arme depuis plus de trente ans[1] par le HK UMP[2] et le HK G36.
- Gabon
- Guatemala
- Indonésie
- Italie
- Nigeria (grand client de Beretta)
- Portugal
- Libye Le Brésil, qui fut un fournisseur d'armes de l'Armée libyenne entre 1973 et 1988, livra près de 20000  mitraillettes M/972 [3]
- Tunisie
- États-Unis : SWAT Team
- Vatican : Gendarmerie de l'État de la Cité du Vatican.